# Fissidens weirii
Fissidens weirii är en bladmossart som beskrevs av Mitten 1869. Fissidens weirii ingår i släktet fickmossor, och familjen Fissidentaceae. Inga underarter finns listade i Catalogue of Life.